# Jotang (Empang)
Jotang is een bestuurslaag in het regentschap Sumbawa van de provincie West-Nusa Tenggara, Indonesië. Jotang telt 2534 inwoners (volkstelling 2010).